# Paolo Lo Manto
Paolo Lo Manto (Enna, 25 gennaio 1905 – 18 luglio 1976) è stato un politico italiano.

## Biografia
Liberale, di professione medico, fu impegnato a lungo in politica nella città di Enna, dove fu consigliere comunale ininterrottamente dal 1946 al 1976. Dall'aprile 1945 al gennaio 1946 fu deputato nella I legislatura dell'Assemblea regionale siciliana. Fu sindaco di Enna per quattro mandati, secondo sindaco dalla liberazione (1945-1946) e poi di nuovo dal 1952 al 1956, dal 1960 al 1962 e dal 1968 al 1973.